# فيلكس مانجان
فيلكس مانجان مؤرخ فرنسي في عهد نابليون ألف عدة كتب عن مصر أيام محمد علي باشا وعن الجزيرة العربية.
وقد كتب مانجان 1823 إثر سقوط الدرعية في كتابه (تاريخ مصر في عهد محمد علي) معرباً عن توقعه عودة قيام الدولة السعودية قائلا: «ولكن ذلك البلد.. يضم في جنباته بذور الحرية والاستقلال، فما زالت المبادئ الدينية نفسها موجودة، وقد ظهرت منها بعض البوادر، ومع أن أسرة آل سعود قد تفرقت، ومع أن الفوضى تعم بين الزعماء، فما زال هناك أساس خصب يمكن للزمن والأحداث أن تجعله يتفتح من جديد».